# UFC on Fox: Henderson vs. Diaz
UFC on Fox: Henderson vs. Diaz (también conocido como UFC on Fox 5) fue un evento de artes marciales mixtas celebrado por Ultimate Fighting Championship el 8 de diciembre de 2012 en el KeyArena, en Seattle, Washington.

## Historia
Como resultado de la cancelación de UFC 151, las peleas entre Tim Means y Abel Trujillo, Daron Cruickshank y Henry Martinez
y Dennis Siver vs. Eddie Yagin fueron reprogramadas para este evento.
Rafaello Oliveira esperaba enfrentarse a Michael Chiesa en el evento. No obstante, Oliveira se vio forzado a abandonar la pelea por una fractura en la mano, y fue reemplazado por Marcus LeVesseur. Sin embargo, en la semana precedente al evento, Chiesa se retiró del combate por una enfermedad que no reveló y la pelea fue cancelada. Más tarde, en el día del pesaje, Tim Means salió de su pelea con Abel Trujillo tras golpearse fuertemente la cabeza al caer en un sauna. LeVesseur sustituyó a Means en el combate.
T.J. Dillashaw estaba programado para pelear con Mike Easton en la cartelera preliminar. Sin embargo, una lesión, hizo que fuera obligado a abandonar el combate y fue reemplazado por Bryan Caraway. Sin embargo, el 21 de noviembre, se anunció que Caraway fue obligado a salir de la pelea por una lesión y fue reemplazado por Rafael Assunção.
Eddie Yagin esperaba enfrentarse a Dennis Siver en este evento. Sin embargo, Yagin fue obligado a salir de la pelea debido a una lesión en su entrenamiento donde fue llevado al hospital con un hinchazón alrededor de su cabeza, y fue reemplazado por Nam Phan.
John Cholish esperaba enfrentarse a Yves Edwards en el evento. Sin embargo, Cholish fue obligado a salir de la pelea por una lesión en la ingle y fue sustituido por Jeremy Stephens.
Lavar Johnson estaba programado para enfrentarse a Brendan Schaub en el evento. Sin embargo, Johnson fue obligado a salir de la pelea por una lesión en la ingle y Schaub fue también retirado de la tarjeta.
En el pesaje oficial, Henry Martinez no pudo dar el peso requerido y marcó 158.8 lb. Le fueron dadas dos horas para cortar lo restante, pero él eligió dar un porcentaje de su salario a su oponente.

## Resultados
1. ↑  Por el Campeonato de Peso Ligero de UFC.

## Premios extra
Cada peleador recibió un bono de $65,000.
- Pelea de la Noche: Scott Jorgensen vs. John Albert
- KO de la Noche: Yves Edwards
- Sumisión de la Noche: Scott Jorgensen